# Y (Francia)
Y (pronunciato "i") è un comune francese di 94 abitanti situato nel dipartimento della Somme nella regione dell'Alta Francia.
I suoi abitanti sono chiamati ypsilonien(ne)s. È il comune col nome più corto della Francia e del pianeta insieme ad Å e U.

## Geografia fisica
Y è situato a 50 km a est di Amiens, al bivio delle strade D15 e D615, nella parte orientale del dipartimento.

## Storia
Il villaggio di Y è stato distrutto durante la prima guerra mondiale.

### Simboli
Lo stemma del comune si blasona:
È l'emblema della famiglia De Y, la cui presenza è documentata fin dal XIV secolo.
Capostipite fu Drouart de Y, signore del feudo di Y, menzionato in un censimento del 1340. François de Y (o Dey), signore di Y, di Marimont e di Nouvion-le-Comte, sembra essere l'ultimo della famiglia a rivendicare la signoria del luogo, verso il 1550.

## Monumenti e luoghi d'interesse

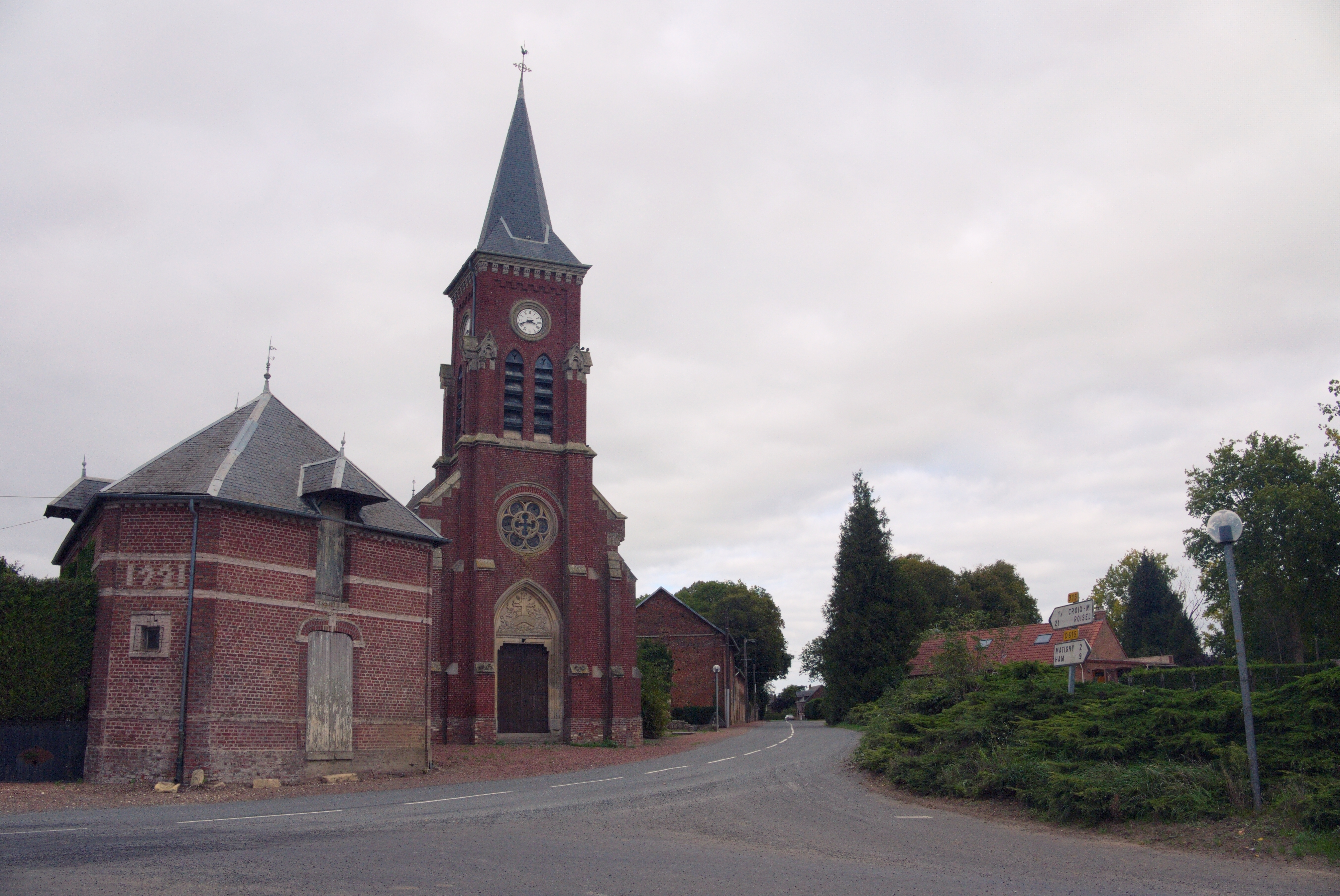
Chiesa di Saint-Médard d'Y

- Chiesa di San Medardo, ricostruita in mattoni nel 1921 dopo la distruzione subita nella prima guerra mondiale.

## Società

### Evoluzione demografica
Abitanti censiti